# Dhofaria
Dhofaria is een geslacht van rechtvleugeligen uit de familie Pamphagidae. De wetenschappelijke naam van dit geslacht is voor het eerst geldig gepubliceerd in 1985 door Popov.

## Soorten
Het geslacht Dhofaria  is monotypisch en omvat slechts de volgende soort:
- Dhofaria splendens (Popov, 1980)